# Serpiente de la Visión

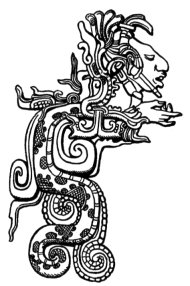
Una Serpiente de la Visión, detalle del Dintel 15 de la época Maya Clásica del sitio de Yaxchilán

La Serpiente de la Visión es una criatura importante  en la mitología Maya Precolombina, aunque el término en sí mismo ahora está desactualizándose lentamente.
La serpiente era un símbolo social y religioso muy importante, reverenciado por los mayas. La mitología maya describe a las serpientes como los vehículos mediante los cuales los cuerpos celestes, como el sol y las estrellas, cruzan los cielos. El desprendimiento de su piel los convirtió en un símbolo de renacimiento y renovación.
Eran tan reverenciada, que se convirtió en una de las principales deidades Mesoamericanas, Quetzalcoatl, estuvo representado como la serpiente emplumada. El nombre significa "Ondulación Perfecta" (De Nahuatl, 'Quetzalli' que significa hermoso o perfecto y 'coatl' culebra, ondulación o serpiente).
Se cree que la Serpiente de la Visión es la más importante de las serpientes mitológicas mayas. "Por lo general eran barbudas y tenían el hocico redondeado. También se les representaba con dos cabezas o con el espíritu de un dios o antepasado saliendo de sus fauces". Durante los rituales de derramamiento de sangre maya, los participantes experimentaron visiones en las que se comunicaron con los antepasados o dioses. Estas visiones tomaron la forma de una serpiente gigante "que sirvió como puerta de entrada al reino espiritual". El antepasado o dios con el que se estaba contactando fue representado como una entidad que emergía de la boca de la serpiente. Además que la serpiente de la visión llegó a ser el método en el que los antepasados o dioses se manifestaron a los mayas. Así, para ellos, la Serpiente de la Visión era un vínculo directo entre el reino espiritual de los dioses y el mundo físico.
La Serpiente de la Visión se remonta a las concepciones mayas anteriores, y se encuentra en el centro del mundo tal como lo concibieron. "Está en el eje central encima del Árbol del Mundo. Esencialmente, el Árbol del Mundo y la Serpiente de la Visión, representan al rey que creo el eje central que comunica el mundo espiritual y el mundo terrenal. Además del eje central que existe en los templos y crea una entrada al mundo espiritual".
La Serpiente de la Visión prevalece en ceremonias de derramamiento de sangre, en prácticas religiosas mayas, joyería maya, cerámica y su arquitectura.
Muchos han intentado explicar la manifestación de la Serpiente de la Visión en asociación con el derramamiento de sangre maya. Una conclusión es "que la pérdida masiva de sangre hace que el cerebro libere una gran cantidad de Endorfinas naturales, que están químicamente relacionadas con los opiáceos. A medida que el cuerpo entra en estado de shock, se produce una visión alucinatoria". Una vez que el ritual ha terminado, los papeles ceremoniales empapados de sangre fueron quemados, liberando una columna de humo. El humo proporcionó el medio perfecto para que apareciera la Serpiente de la Visión. Todos los eventos políticos o religiosos importantes involucraron el derramamiento de sangre porque proporcionaba un medio por el cual los dioses podían ser llamados a presenciar y participar realmente en la ceremonia. A veces los espíritus de los antepasados también fueron llamados a dar una guía. La Hauberg Stela (A. D. 199) de las tierras bajas mayas dice:  "Es uno de los primeros monumentos fechados que muestran la conexión de la Serpiente de la visión en el derramamiento de sangre".
El dintel 25 representa uno de los rituales de derramamiento de sangre. "En una de las secciones del escudo del Jaguar, se le puede ver observando hacia una enorme Serpiente de la Visión de dos cabezas. En su mano izquierda, sostiene un cuenco que contiene una espina de raya, una lanceta de obsidiana y papeles salpicados de sangre. La Serpiente de la Visión parece estar emanando de el cuenco. De las fauces de la Serpiente de la Visión, vomita un guerrero ancestral completo con lanza y escudo ".
El dintel 17 se refiere al "Aves-Jaguar como el Señor de la sangre de Yaxchilán" y lo muestra preparándose para extraer sangre de su pene con una espina de raya. Frente al ave-jaguar está la dama Balam-Ix, que procede a pasar una cuerda gruesa a través de una ranura en su lengua. La sangre se está recolectando en el recipiente cerca de los pies del Ave-Jaguar. La boca de la serpiente de la visión es verde y con los hilos de rojos característicos del derramamiento de sangre ".

## Ritos religiosos Mayas
Hubo una Serpiente de la Visión llamada Och-Kan, señor de Kalak'mul.
Uno de los rituales más comunes asociados con la Visión de la serpiente involucra la invocación de los espíritus de los antepasados. Especialmente durante la coronación de los ritos, los reyes se pondría en contacto con los espíritus de la orientación y la bendición. Es la Serpiente de la visión la que proporciona el medio para ponerse en contacto con estas deidades antiguas.
Se cree que la tapa del sarcófago del señor de Pakal, que se encontraba en Palenque, es probablemente "la imagen más completa que relaciona la Serpiente de la Visión con la religión maya". Representa la muerte de Pakal y su descenso al Inframundo. "La barra de la serpiente bicéfala se coloca horizontalmente en el Árbol del Mundo y es el conducto para esta transición. De la misma manera que la Serpiente de la Visión representa un conducto entre el mundo físico y el reino espiritual de los antepasados, esta barra de serpiente bicéfala representa un conducto entre el reino de los vivos y el reino de los muertos ".”

## Joyería y cerámica Maya
Una pieza de joyería maya representa una "serpiente antropomórfica, bicéfala". Se cree que se usó durante una ceremonia de derramamiento de sangre. Muestra claramente la llegada de un antepasado del reino espiritual al mundo de los vivos.
La representación de la Serpiente de la Visión fue muy frecuente en la cerámica maya. Los vasos utilizados durante las ceremonias de derramamiento de sangre representan a la serpiente de la Visión. Los recipientes a continuación son excelentes ejemplos. Están tallados en piedra y son "algunas de las primeras representaciones de la iconografía de la Serpiente de la Visión". La sangre brota de las fauces abiertas de la cabeza delantera. Aunque la parte posterior no está unida físicamente, se encuentra justo encima de la cola de la serpiente y también representa sangre "

## Motivos arquitectónicos Mayas
La Serpiente de la Visión también encuentra un lugar en la arquitectura maya y es especialmente prominente en la decoración de pilares en el interior y el exterior de los templos mayas.
"En el palacio de Labna, las serpientes adornan las esquinas de la fachada principal. Característica de la Serpiente de la Visión, parece haber una deidad antropomórfica o el espíritu de un antepasado que emana de las fauces abiertas de la boca de la serpiente "..

## Observaciones contemporáneas
Hay restos de ritos de la Serpiente de la Visión que han conseguido sobrevivir hasta tiempos modernos. Puesto que alrededor de 1930, J.E.S. Thompson notó en San Antonio, Belice, que el Q'eqchi' Maya todavía realiza un ritual muy similar a la búsqueda de visión de la Maya clásica, a pesar de que en un contexto diferente. El ritual marcado la iniciación de un chamán nuevo para el pueblo. El participante viene para tener un contacto directo con una serpiente gigante, Ochan (Och-Kan). Además que es a través de esta experiencia que termine por completar sus ritos de iniciación y obtenga el conocimiento necesario para convertirse en un poderoso Chamán.